# 二宮亜季
二宮 亜季（にのみや あき、1982年10月15日 - ）は、日本のAV女優。

## 略歴
神奈川県出身。2008年4月に『Gカップ92cm癒しの美巨乳デビュー　二宮亜季』でAVデビュー。

## 作品

### アダルトビデオ
2008年
- Gカップ92cm癒しの美巨乳デビュー（4月18日、なでしこ）
- 若妻亜希 熱情の逢瀬（5月2日、タカラ映像）
- 人妻牝犬調教（5月16日、なでしこ）
- 初姫 亜季20歳（6月20日、GLAY'z）
- 人妻不倫春画 1（7月15日、JFC）
- 恥ずかしいカラダ 女教師 あき（8月2日、HMJM）
- 恥ずかしいカラダ リゾート あき（9月6日、HMJM）
- 若奥さまは犯されたい 3（9月12日、クリスタル映像）…他出演:藤咲カリーナ、門田まつり、越川ももこ、星くみ、浅野弥恵
- 秘書グラマラス あき（10月4日、HMJM）
- となりのお姉さん あき（11月1日、HMJM）
- 狂おしき5人の若妻中出し陵辱 ～犯されて気づいた淫らな衝動～（11月21日、なでしこ）…他出演:滝川礼子、白鳥美鈴
- お母さんを介護する僕（12月5日、映天）…他出演:神威まなみ、若槻尚美、宮田まり、宮崎あい
- 若妻お乳狩り♥（12月20日、Yellow Duck）

2009年
- 真性若妻中出し8　むっちり巨乳デカ美尻発情（1月16日、コマダム倶楽部）
- 9人の美人妻 Hi-Quality BEST（1月30日、なでしこ）
- 超おバカ巨乳OLの給与明細 Fカップ 90cm（1月30日、チェリーズ）
- 近親相姦Vol.15　僕の巨乳ママは従兄弟に犯され、僕は叔母を犯した。性欲ツボ治療の虜（2月19日、グローリークエスト）…共演:加藤ツバキ
- 中出し専業主婦（2月20日、Yellow Duck）
- 「近所で見かけたふぞろいのお母さん」 掃除洗濯風景のエロス編 120分（3月1日、ABC）…他多数出演
- お母さんと日常生活5 ～着替え、日常風景。自慰、入浴、放尿編～（3月6日、映天）…他出演:根元純、水元えり、宮田まり、佐野るる
- 巨乳調教ファイル01 現役巨乳不動産レディ 麻宮美姫20歳（4月1日、EROS HEARTS）※麻宮美姫名義
- お母さんとの情事7 ～手コキ、フェラ、SEX編～（5月1日、映天）…他出演:明星ちかげ、高坂保奈美、秋川りお、浅田ちち、穂阪詩織
- 近所で見かけたふぞろいのお母さん　お母さんとの情事編（5月1日、ABC）…他多数出演
- スリップの女 1(6月19日、映天)

2010年
- スリップが好き！ いっぱい着せて弄くってハメたい(7月16日、映天)